# Wzięcie zakładników w Suchodilśku
Wzięcie zakładników w Suchodilśku – pierwszy atak terrorystyczny w historii niepodległej Ukrainy, do którego doszło 3 lutego 1994 roku. 34-letni górnik Ihor Czyczkin wziął jako zakładników dwójkę dzieci i kobietę żądając lotu do Stanów Zjednoczonych z lotniska w rosyjskim Rostowie nad Donem. Wskutek udanej akcji funkcjonariusze Federalnej Służby Kontrwywiadu Rosji (FSK) i Ministerstwa Spraw Wewnętrznych Rosji zneutralizowali przestępcę na pokładzie samolotu. W wyniku ataku nikt nie został ranny.

## Wzięcie zakładników
3 lutego 1994 roku 34-letni górnik z kopalni Duwanna Ihor Czyczkin przyszedł do przedszkola „Teremok” w Suchodilśku z trzema kilogramami trotylu przyczepionymi do ciała pod ubraniem i założoną kominiarką. Jako zakładników wziął jedenaście osób: pracowników placówki oraz dzieci w wieku 3–4 lat.
Gdy nauczycielka Hałyna Babikowa próbowała zdjąć napastnikowi kominiarkę, Czyczkin uderzył ją w twarz. Następnie polecił jej zadzwonić na milicję i zażądał lotu do Londynu oraz 500 000 USD. Choć początkowo milicjant przyjmujący zgłoszenie odebrał sytuację jako żart to niedługo na miejsce przybyli funkcjonariusze ukraińskiego MSW oraz Służby Bezpieczeństwa Ukrainy. Zdecydowali, że zabicie terrorysty strzałem snajperskim jest zbyt ryzykowne. Czyczkin trzymał w zębach druty, które prowadziły od materiałów wybuchowych zawieszonych na jego pasku.
Ze względu na to, że najbliższe lotnisko międzynarodowe znajdowało się w Rostowie nad Donem, mężczyznę namówiono, aby poleciał stamtąd. Podczas negocjacji funkcjonariuszom SBU udało się przekonać napastnika, aby uwolnił większość zakładników, zostawiając przy sobie nauczycielkę Tetianę Ustynową i dwójkę dzieci – Antona Chorta i Jewhena Asiejewa, z którymi postanowił udać się karetką do Rosji. Ambulans jako środek transportu wybrano w celu łatwiejszego przekroczenia granicy. Kierowca wraz z napastnikiem i zakładnikami dotarł na miejsce po pięciu godzinach.

## Droga na lotnisko
W międzyczasie ukraińscy funkcjonariusze organów ścigania próbowali dokonać uwolnienia zakładników. Aby zyskać na czasie próbowano zatrzymać po drodze samochód z terrorystą i zakładnikami. W pobliżu granicy zdecydowano się na próbę przeprowadzenia akcji. Kierowca ambulansu, w którym podróżował terrorysta, sfingował awarię samochodu, a Czyczkin zażądał innego pojazdu. W momencie, gdy terrorysta z zakładnikami miał przesiąść się do innego dostarczonego przez milicję samochodu, miał go zastrzelić snajper. Plan nie powiódł się, gdyż Czyczkin przez cały czas chował się za dziećmi.
Na trasie między Suchodilśkiem a granicą rosyjsko-ukraińską pojazd był eskortowany przez ukraińskie służby. Już w obwodzie rostowskim zadanie przejęli Rosjanie, którzy celowo polecili kierowcy pojechać przez Nowoczerkask, aby opóźnić dotarcie na miejsce i zyskać czas na przygotowanie akcji na lotnisku. Operacją po stronie rosyjskiej kierowało dwóch szefów sztabu kryzysowego – szef wydziału Federalnej Służby Kontrwywiadu obwodu rostowskiego Jurij Kuzniecow i szef wydziału regionalnego Ministerstwa Spraw Wewnętrznych Michaił Fetisow.
Napastnik kilkakrotnie zmieniał swoje żądania. Początkowo zmienił zdanie co do lotu do Londynu i zażądał, aby zabrano go do białoruskiego Mińska, a następnie do rosyjskiego Kaliningradu, gdzie miała mieszkać jego była żona i dziecko. Ostatecznym miejscem docelowym dla Czyczkina były Stany Zjednoczone. Napastnik powiedział, że uwolni zakładników, jeśli dotrze do Stanów Zjednoczonych i otrzyma milion dolarów.
Po wejściu na pokład Tu-134 napastnik został zneutralizowany przez rosyjskich funkcjonariuszy ubranych w stroje załogi samolotu. Terrorysta został dwukrotnie uderzony, a z jego rąk uwolniono przetrzymywane dziecko. W wyniku uderzenia Czyczkin wypadł z samolotu na rampę, gdzie został zakuty w kajdanki. Po zdjęciu z niego materiałów wybuchowych okazało się, że nie miały one detonatora. Przestępca albo zapomniał go włożyć, albo zgubił podczas długiej podróży z Suchodilśka do Rostowa nad Donem. W wyniku akcji nikt nie odniósł obrażeń. Jak powiedział uczestnik operacji i oficer FSK/FSB Siergiej Czapczikow, w czasie oczekiwania funkcjonariusze ustalili, że najpierw należy uwolnić dzieci, a następnie wyrzucić terrorystę z samolotu, tak aby pozostałe osoby nie ucierpiały w razie eksplozji.

## Następstwa
Po zdarzeniu sprawca został zatrzymany i skierowany na obserwację psychiatryczną. W toku postępowania uznano go za niepoczytalnego i w październiku 1995 roku został umieszczony w szpitalu psychiatrycznym w Dniepropietrowsku z rozpoznaniem schizofrenii paranoidalnej. Jak ustalono, kilka lat wcześniej Czyczkin doznał urazowego uszkodzenia mózgu wskutek wypadku samochodowego, a w 1992 roku dokonał próby samobójczej – wyskoczył za burtę podczas służby na trawlerze rybackim w obwodzie kaliningradzkim. Późniejszy terrorysta rozstał się z żoną i przez pewien czas przebywał w szpitalu psychiatrycznym. Czyczkin nienawidził swojej matki, uważając ją za „wiedźmę” winną jego choroby. Przejawiał też skłonności sadystyczne – pewnego razu zabił kota i wypalił mu oczy papierosem. Po ataku okazało się, że Czyczkin miał nadzieję na wyleczenie swojej choroby psychicznej w Stanach Zjednoczonych.
W trakcie porwania zakładniczka Tetiana Ustynowa w rozmowie z napastnikiem dowiedziała się, że matka Czyczkina pracowała wcześniej w przedszkolu „Teremok”, co mogło zadecydować o wyborze przez niego celu ataku.
Atak został oficjalnie uznany za pierwszy akt terroryzmu na Ukrainie po 1991 roku. Akcja na lotnisku w Rostowie nad Donem była pierwszą udaną operacją antyterrorystyczną rosyjskich służb specjalnych. Wszyscy uczestnicy operacji po rosyjskiej i ukraińskiej stronie zostali odznaczeni za udział w akcji odznaczeniami krajowymi, jak i odznaczeniami ukraińskimi dla Rosjan oraz rosyjskimi dla Ukraińców. Wiceminister spraw wewnętrznych Ukrainy Mychajło Barkaszewicz pochwalił „zdecydowane i wysoce profesjonalne działania organów ścigania” w Rostowie nad Donem. Według jego słów prezydent Ukrainy Łeonid Krawczuk powiedział, że rosyjscy milicjanci i funkcjonariusze kontrwywiadu „dokonali prawdziwego wyczynu”.